# Chadtův smrk
Tzv. Chadtův smrk byl mohutný smrk v boubínském polesí u Zátoně severozápadně od Volar. Podle letokruhů 462 roků starý smrk ztepilý (Picea abies) byl v roce 1882 pokácen spolu s dalším zvaným Wunderfichte pro okresní výstavu ve Vimperku. Při pokácení měl smrk výšku 57 m, obvod 327 cm při průměru 104 cm a jeho objem byl 28 m³.
Nazván byl podle lesníka J. E. Chadta-Ševětínského, který v okolí vyrůstal a také sepsal první seznam památných stromů.